# Gehringia olympiaca
Gehringia olympiaca ist die bisher einzige beschriebene Art der Unterfamilie Gehringiinae innerhalb der Käferfamilie der Laufkäfer (Carabidae).

## Merkmale
Die Käfer sind 1,6 bis 1,7 Millimeter lang und schwarz. Ihre Körperoberseite ist verstreut punktförmig strukturiert, wobei jede Grube beborstet ist. Die Facettenaugen haben große, konvexe Facetten. Die perlschnurförmigen Fühler sind kurz und bis auf den Scapus behaart. Das Pronotum ist deutlich nach hinten verjüngt. Die Deckflügel sind locker in unregelmäßigen Reihen punktförmig strukturiert, die Ränder liegen untereinander. Die Spitze der Deckflügel ist abgestutzt und lässt das letzte Tergit frei. Die häutigen Flügel (Alae) sind gut entwickelt und sind am Rand befranst. Dem Hinterleib fehlt ein separates Sklerit zwischen den Hüften (Coxen) der mittleren Beine. Das letzte, siebte Sternit ist etwas verkürzt und hat einen sehr leicht konvexen Hinterrand.
Die Larven werden etwa 1,2 Millimeter lang. Sie haben große Ähnlichkeit mit denen der Unterfamilie Trechinae. Ihr Körper ist schwach sklerotisiert, sodass dies auf den Tergiten und Sterniten des Hinterleibs nicht erkennbar ist. Der Kopf ist nahezu quadratisch und hat parallele Seitenränder. Punktaugen (Ocelli) sind nicht ausgebildet. Die Fühler haben drei kräftige Basalglieder, das vierte Glied ist schlank. Die Mandibeln sind sichelförmig. Die Galea ist zweisegmentig, wobei das zweite Segment sehr schlank ist, die Lacinia fehlt. Der Prothorax ist deutlich größer, als Meso- und Metathorax. Die Beine sind kurz.

## Vorkommen und Lebensweise
Die Art ist im Nordwesten Nordamerikas verbreitet und besiedelt Schotterbänke am Ufer von kleinen bis mittelgroßen Gebirgsbächen mit kaltem Wasser. Die Tiere leben im feuchten Schotter und groben Sand und vermeiden es, an die Oberfläche zu kommen. Die Eiablage findet im Frühsommer statt.

## Belege